# Autry-le-Châtel
Autry-le-Châtel is een gemeente in het Franse departement Loiret (regio Centre-Val de Loire). De gemeente telde 858 inwoners op 1 januari 2022.

## Geografie
De oppervlakte van Autry-le-Châtel bedroeg op 1 januari 2022 50,56 vierkante kilometer; de bevolkingsdichtheid was toen 17 inwoners per km².

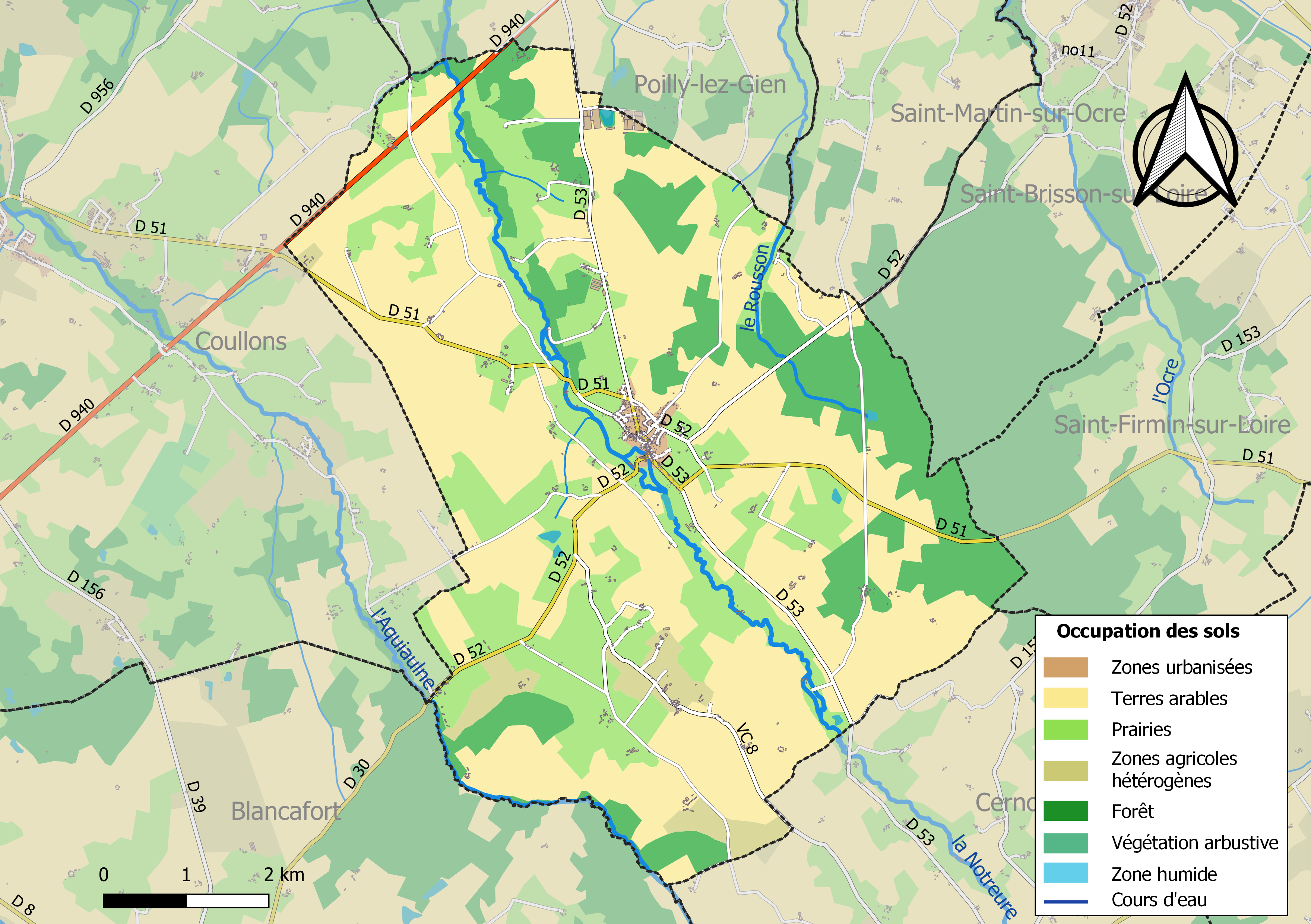
Kaart van de gemeente met de belangrijkste infrastructuur, bodemgebruik en omliggende gemeenten

## Demografie
Onderstaande figuur toont het verloop van het inwoneraantal van Autry-le-Châtel vanaf 1962.
Bron: Frans bureau voor statistiek. Cijfers inwoneraantal volgens de definitie population sans doubles comptes (zie de gehanteerde definities)